# Phalaca coleoptrata
Phalaca coleoptrata är en insektsart som först beskrevs av Bolívar, I. 1898.  Phalaca coleoptrata ingår i släktet Phalaca och familjen gräshoppor. Inga underarter finns listade i Catalogue of Life.